# أرتور فونتين تالافيرا
أرتور فونتين تالافيرا (بالإسبانية: Arturo Fontaine Talavera) (9 مايو 1952، سانتياغو في تشيلي)؛ شاعر، فيلسوف وروائي تشيلي.